# Gare de Mont-Saint-Éloi
La gare de Mont-Saint-Éloi est une gare ferroviaire française fermée de la ligne d'Arras à Saint-Pol-sur-Ternoise, située sur le territoire de la commune de Mont-Saint-Éloi dans le département du Pas-de-Calais, en région Hauts-de-France. 
C'est une ancienne halte voyageurs de la Société nationale des chemins de fer français (SNCF).

## Situation ferroviaire
Établie à 80 mètres d'altitude, la gare de Mont-Saint-Éloi est située au point kilométrique (PK) 205,1 de la ligne d'Arras à Saint-Pol-sur-Ternoise entre les gares ouvertes de Marœuil et de Frévin-Capelle.